# Daniele Segre
Daniele Segre (Alessandria, 8 febbraio 1952 – Torino, 4 febbraio 2024) è stato un regista, sceneggiatore e montatore italiano.

## Biografia
Di famiglia ebraica osservante (suo nonno fu, infatti, rabbino della Comunità ebraica di Alessandria), iniziò la sua attività come fotografo, per passare poi negli anni Settanta al cinema di documentazione sociale realizzando documentari, film di fiction e servizi per la televisione (Rai, RTSI). Nel 1981 fondò la società di produzione I Cammelli e nel 1989 la Scuola video di documentazione sociale I Cammelli. Dal 1996 fu di regia alla Scuola nazionale di cinema (Centro sperimentale di cinematografia) di Roma.
Nel 1995 debuttò in teatro ancora come regista con Week-end di Annibale Ruccello. Nel 1999 fu il regista di A proposito di sentimenti prodotto da AIPD (Associazione Italiana Persone Down). Il suo film Morire di lavoro del 2008 fu proiettato in anteprima alla Camera dei deputati e al Parlamento europeo di Strasburgo.
Il 17 settembre 2012 il film È viva la Torre di Pisa fu presentato come evento speciale al 64 Prix Italia a Torino. L'8 novembre 2012, presso il Quirinale, Daniele Segre ricevette il Premio Solinas - Premio Documentario per il cinema-medaglia del Presidente della Repubblica Giorgio Napolitano e il 29 novembre 2012 il Premio alla carriera Maria Adriana Prolo in occasione del Torino Film Festival. Dal 2014 Segre fu direttore della sede distaccata della Scuola Nazionale di Cinema del Centro Sperimentale di Cinematografia, a L'Aquila (Corso di Reportage Audiovisivo).
Nel giugno 2015 gli fu conferito il diploma Honoris Causa dal Centro Sperimentale di Cinematografia per il “Reportage Storico d'attualità”. Nel 2015 realizzò Morituri, film completante la trilogia composta da Vecchie e Mitraglia e il verme. Morituri venne invitato al Torino Film Festival nel novembre 2015 e nell'aprile 2016 debuttò al Teatro Nobel per la pace di San Demetrio ne' Vestini. 
Nel 2016 realizzò Nome di battaglia donna, dove raccolse le testimonianze di donne partigiane che parteciparono alla Resistenza contro il fascismo e il nazismo tra il 1943 e il 1945. Il documentario fu presentato nella sezione Festa Mobile del 34° Torino Film Festival.

## Filmografia

### Regista
- Perché droga (1976)
- Il potere dev'essere bianconero (1978)
- Il ciocco è relativo (1980)
- Torino, Mercati Generali (1980)
- Tempo di Vacanze (1980)
- Carnevale in quartiere (1980)
- Ragazzi di stadio (1980)
- Tempo di vacanze (1981)
- Torino cronaca, quattro quadri (1981)
- Marco Cipollino, pugile (1981)
- Rock (1981)
- Torino cronaca: Francesca, Anna e Paolo (quinto quadro) (1982)
- Torino cronaca: matrimonio di Anna e Giuseppe (sesto quadro) (1982)
- Ritratto di un piccolo spacciatore (1982)
- Trip, Tac, Cucu. Torino si diverte (1983)
- Testadura (1983)
- Cinzia (1984)
- Vite di Ballatoio (1984)
- T'as compris le truc? (1985)
- Una serata in casa (1985)
- Andata e ritorno (1985)
- Giaglione, la festa della nostra terra (1986)
- Dall'Italia con amore: Liza Minnelli (1987)
- Dall'Italia con amore: Frank Sinatra (1987)
- Sarabanda finale, episodio di Provvisorio quasi d'amore (1988)
- Non c'era una volta (1989)
- Occhi che videro (1989)
- Cose da matti (1990)
- Ospedalizzazione a domicilio (1991)
- Partitura per volti e voci. Viaggio tra i delegati CGIL (1991)
- Tempo di riposo (1991)
- Nord e Sud, ricchezza e povertà in Italia (1992)
- Manila Paloma Blanca (1992)
- Crotone, Italia (1993)
- Non ti scordar di me (1994)
- Dinamite (Nuraxi Figus, Italia) (1994)
- Come prima, più di prima, t'amerò (1995)
- Un solo grido lavoro (1996)
- Diritto di cittadinanza (1996)
- Quella certa età (1996)
- Sei minuti all'alba (1996)
- Parèven furmighi (1997)
- ADI - La medicina del futuro (1998)
- Sto lavorando? (1998)
- E pensare che eri piccola (1998)
- Sinagoghe, ebrei del Piemonte (1999)
- A proposito di sentimenti (1999)
- Protagonisti, I Diritti del '900 (2000)
- Via due Macelli, Italia - Sinistra senza Unità (2000)
- Monda Mondo (2000)
- Asuba de su serbatoiu (sul serbatoio) (2000/2001)
- Tempo vero (2001)
- Un altro mondo è possibile (2001)
- Volti, viaggio nel futuro d'Italia (2002)
- Vecchie (2002)
- Vestiti di vita (2004)
- Mitraglia e il verme (2004)
- Futuro presente (2005/2006)
- Conversazione a Porto (2005/2006) con Manoel de Oliveira e Agustina Bessa-Luís
- Il Progetto Arte Moderna e Contemporanea della Fondazione CRT (2006)
- Tappati la bocca (2006)
- L'Amorosa Visione (2007)
- Dimmi la verità (2008) - documentario
- Morire di lavoro (2008)
- Je m'appelle Morando - alfabeto Morandini (2010)
- Luciano Lischi, editore (2010)
- Lisetta Carmi, un'anima in cammino (2010)
- Sic Fiat Italia (così sia Italia) (2011)
- È viva la Torre di Pisa (2012)
- Luciana Castellina, comunista (2012)
- Michelangelo Pistoletto (2013)
- Morituri (2015)
- Nome di battaglia Donna (2016)
- Ragazzi di stadio, quarant'anni dopo (2018)
- Quarantena a vent'anni (2020)

## Televisione
- Notte Rock (1988)

## Radio
- Un bagno al mare - radiodramma (2006)

## Libri
- Ragazzi di stadio, Milano, Mazzotta, 1979 ISBN=88-202-0420-7.
- Elena Bosio, Emanuele Segre e Marcella Segre (a cura di), Ragazzi di stadio. Nuova edizione ampliata, Pisa, ETS, 2024, ISBN 9-788846-769978.